# International Standard Payload Rack
 (septembre 2023).
Si vous disposez d'ouvrages ou d'articles de référence ou si vous connaissez des sites web de qualité traitant du thème abordé ici, merci de compléter l'article en donnant les références utiles à sa vérifiabilité et en les liant à la section « Notes et références ».

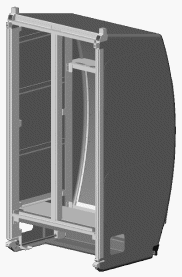
International Standard Payload Rack.

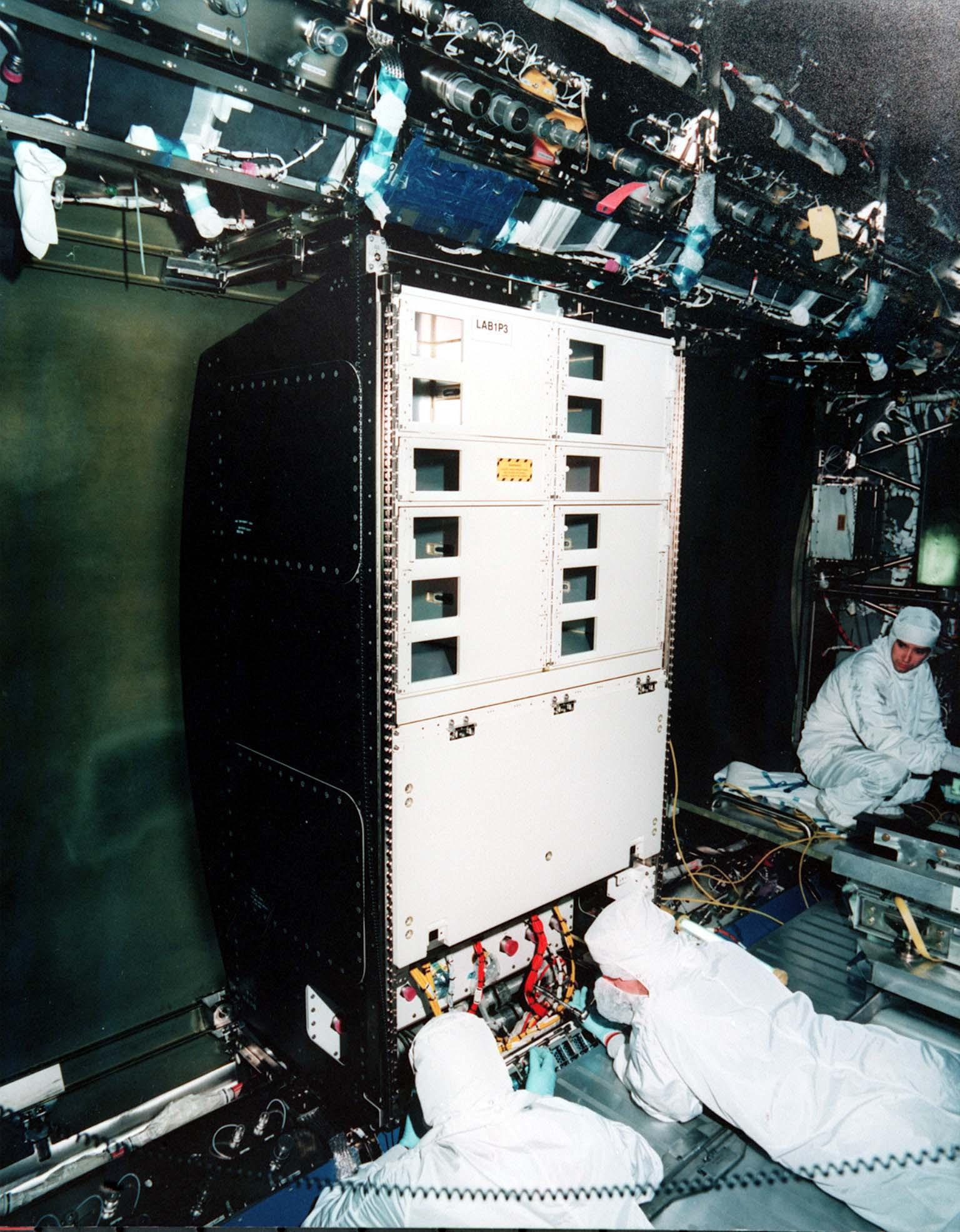
Rack en cours de montage dans le laboratoire Destiny.

L'International Standard Payload Rack (ISPR) (armoire pour charge utile au standard international) est un format de rangement développé pour la station spatiale internationale destiné à faciliter l'intégration et l'interchangeabilité des équipements contenant des charges utiles. À bord de la station spatiale les emplacements au format ISPR destinés aux équipement scientifiques fournissent des interfaces standards. Des services non standards peuvent être également fournis à certains emplacements pour des charges utiles ayant des besoins spécifiques.
Chaque armoire a un volume interne de 1,571 m3 et mesure 2 mètres de haut pour 1,05 mètre de largeur et 85,4 cm de profondeur. L'armoire pèse 104 kg et peut supporter une charge de 700 kg. Elle dispose d'un système d'accrochage interne qui permet d'y fixer une structure de rangement secondaire.
Le format CBM des écoutilles de la station spatiale (partie non russe) a une section qui permet de faire passer les armoires ISPR. Parmi les vaisseaux cargos qui montent le matériel à la station spatiale, seuls le vaisseau cargo japonais HTV et la navette spatiale américaine (via son container pressurisé MPLM) permettent de transporter ce type d'armoire. Les vaisseaux cargo ATV et Progress n'en sont pas capables car le diamètre de leur écoutille est beaucoup trop faible.
À bord de la station spatiale on trouve des emplacements pour les armoires ISPR dans les modules suivants :
- Laboratoire Columbus : 16 dont 10 destiné au expérimentation scientifique
- Laboratoire Kibo : 23 + 8 (dans l'extension)
- Laboratoire Destiny : 23 + 1 (Rack entourant le hublot)
- Nœud Unity : 4
- Nœud Harmony : 8
- Nœud Tranquility : 8
- Sas Quest : 4

## Source
- (en) Cet article est partiellement ou en totalité issu de l’article de Wikipédia en anglais intitulé « International Standard Payload Rack » (voir la liste des auteurs).
- « Generic NASA Accommodations », sur Internet Archive (consulté le 31 décembre 2023)
- http://pdf.aiaa.org/preview/1998/PV1998_466.pdf